# Harana/Valle de Arana
Harana/Valle de Arana község Spanyolországban, Arabában. Lakosainak száma 214 fő (2024).

## Földrajza
Harana/Valle de Arana Arraia-Maeztu, Larraona, Lana és Campezo-Kanpezu községekkel határos.

## Népesség
A település lakosságának változását az alábbi diagram mutatja:
| Lakosok száma | 343  | 329  | 329  | 305  | 287  | 259  | 237  | 221  | 226  | 214  |
|               | 2001 | 2004 | 2006 | 2009 | 2011 | 2014 | 2016 | 2019 | 2021 | 2024 |